# Palazzo d'Estate (Pechino)

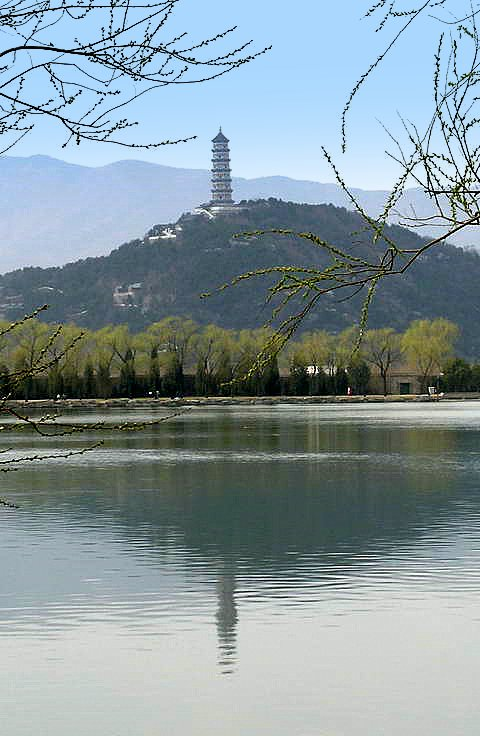
Una vista del Lago Kunming verso la Collina Yu Quan, con la pagoda Yu Feng

Il Palazzo d'Estate o Yiheyuan (in cinese tradizionale: 頤和園; in cinese semplificato: 颐和园; pinyin: Yíhé Yuán, che significa "Giardino dell'armonia educata") è un parco a Pechino, capitale della Cina. È dominato dalla c.d. "Collina della Longevità" (alta 60 metri) e dal "Lago Kunming". Esso si estende su una superficie di 2,9 chilometri quadrati, dei quali il 75% è rappresentato da acqua. Nei 70.000 metri quadrati in cui è costruito il complesso di edifici si trovano una notevole varietà di palazzi, giardini ed altre strutture architettoniche.

## Storia
Quando nel 1750 l'imperatore Qianlong iniziò l'allestimento del Palazzo d'Estate - che si aggiungeva al già esistente Antico Palazzo d'Estate - era conosciuto col nome di Giardino dei chiari gorgoglii (清漪園). Gli artigiani riprodussero lo stile architettonico di diversi palazzi sparsi per tutta la Cina, mentre il Lago Kunming venne creato estendendo uno stagno preesistente per farlo assomigliare al famoso lago di Hangzhou. Il complesso di palazzi subì due attacchi durante la sua storia: uno durante l'invasione anglo-francese nel 1860 e l'altro nel 1900, durante la cosiddetta ribellione dei Boxer.
Il giardino sopravvisse entrambe le volte e venne ricostruito nel 1886 e nel 1902. Nel 1888 gli venne dato il nome odierno, Yihe Yuan. Esso fu la residenza estiva dell'imperatrice Vedova Cixi, che dirottò 30 milioni di tael d'argento (più di 900 tonnellate, originariamente destinati alla flotta dell'esercito imperiale) per la ricostruzione e l'allargamento del Palazzo.
Nel 1998 il Palazzo d'Estate venne incluso nell'elenco dei Patrimoni dell'umanità dell'UNESCO.
Oggi il Palazzo d'Estate si divide in tre grandi parti: la Zona degli Affari di Corte, dove l’imperatrice Vedova Cixi e l’imperatore Guangxu discutevano con i loro funzionari degli affari di stato durante i mesi estivi, l’Area anteriore e posteriore della Collina della Longevità, e l’Area del Lago di Kunming.

## Galleria d'immagini

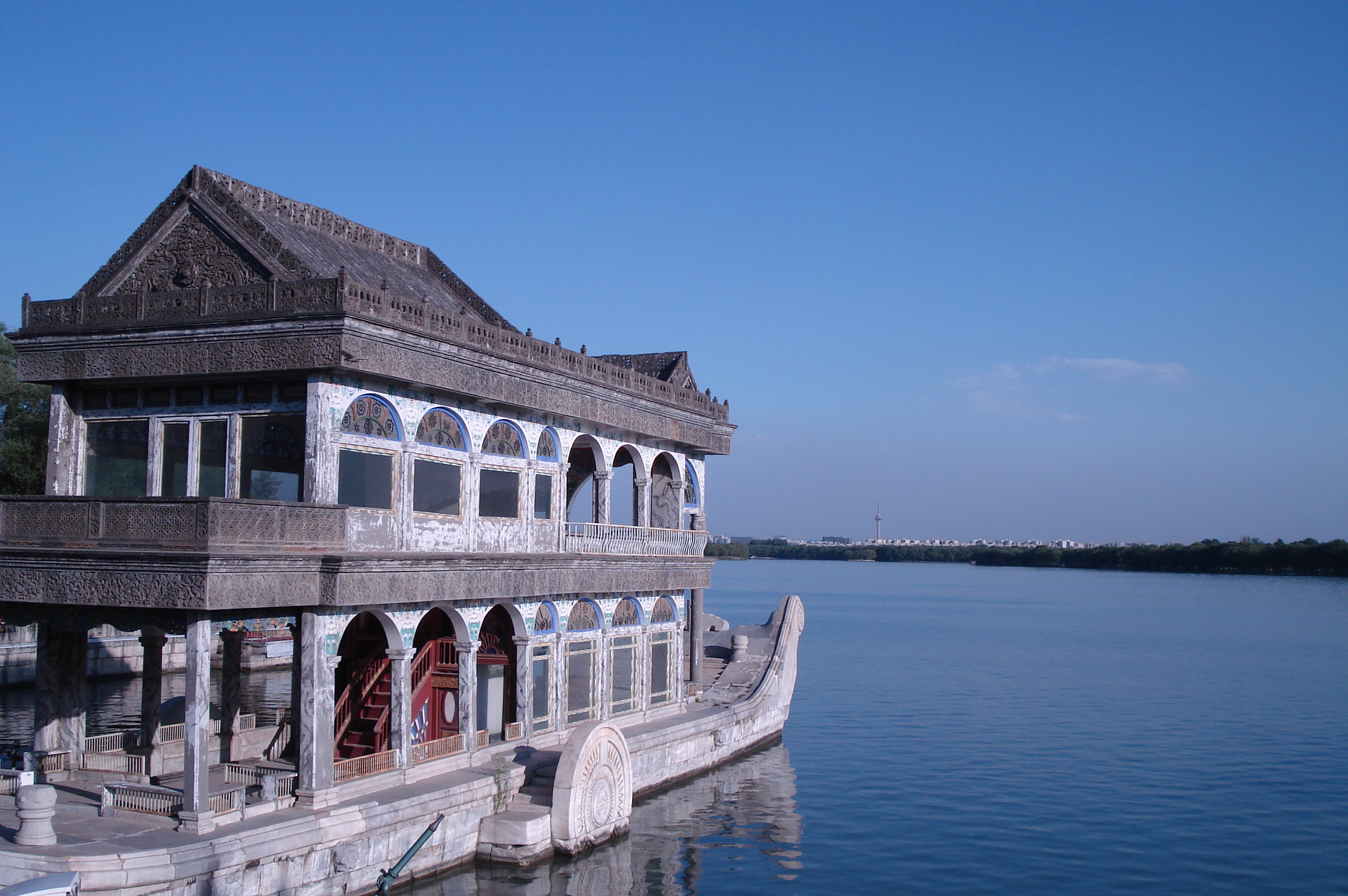
La nave del sollievo e della purezza, ai piedi del Palazzo d'Estate
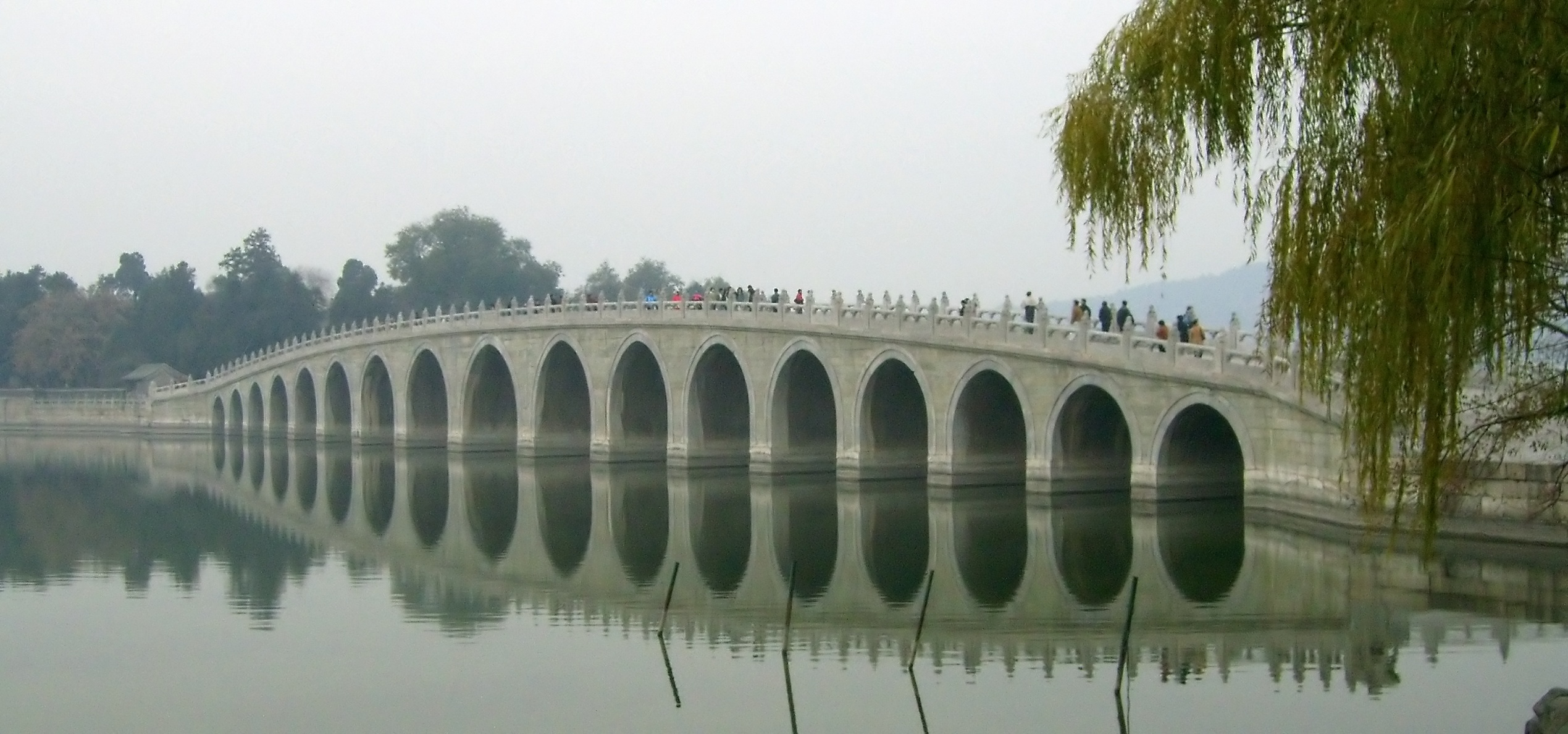
Il lago Kunming con il ponte dei 17 archi
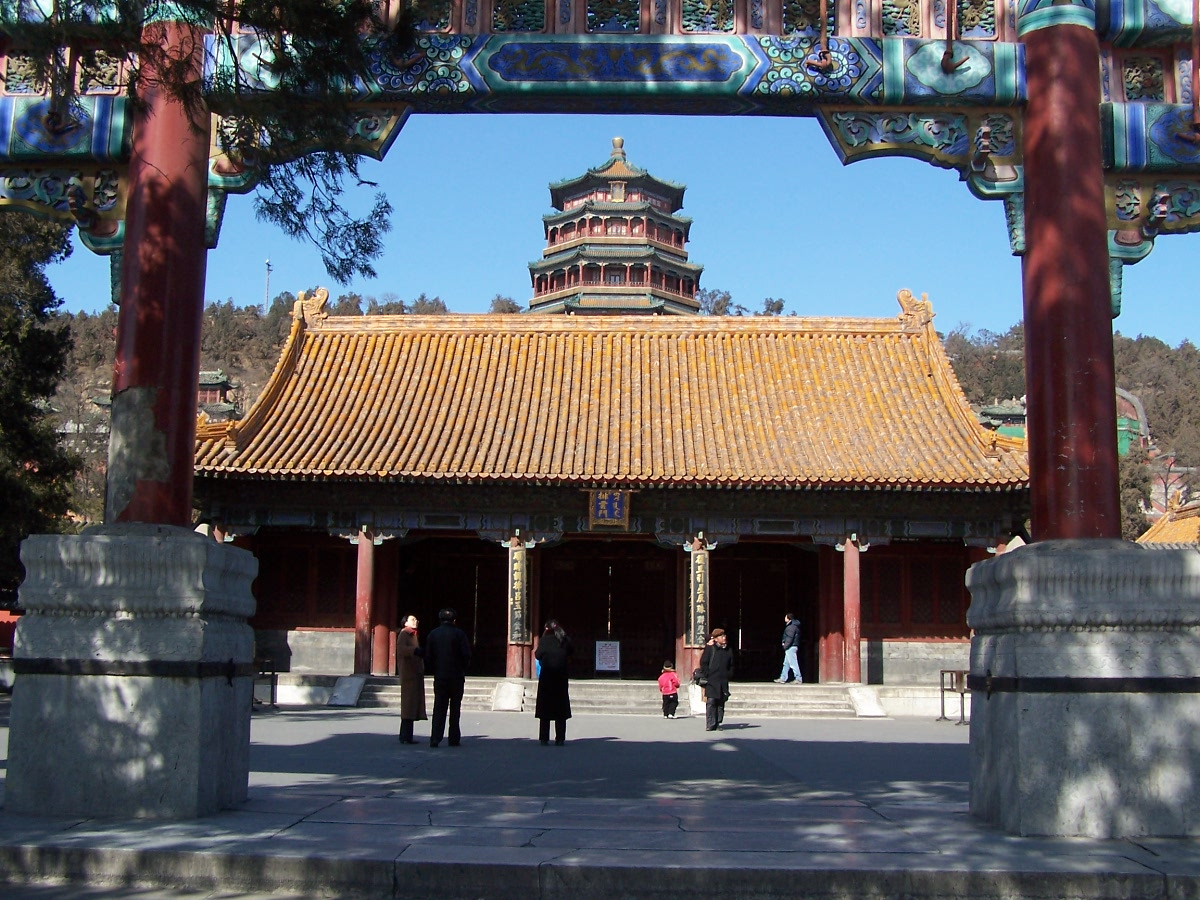
La torre dell'incenso buddhista, sulla collina della longevità, l'edificio più alto del Palazzo
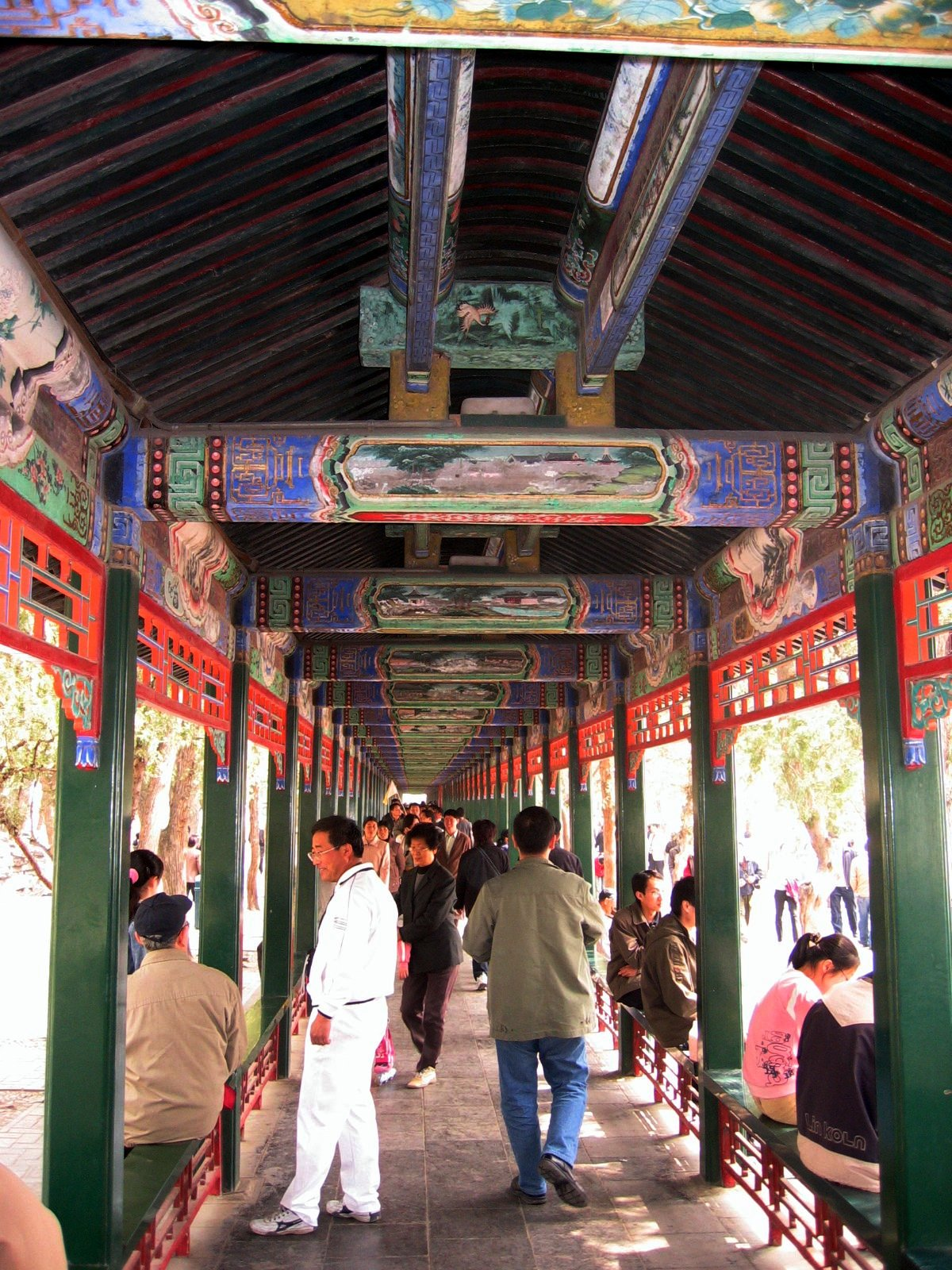
Il lungo corridoio
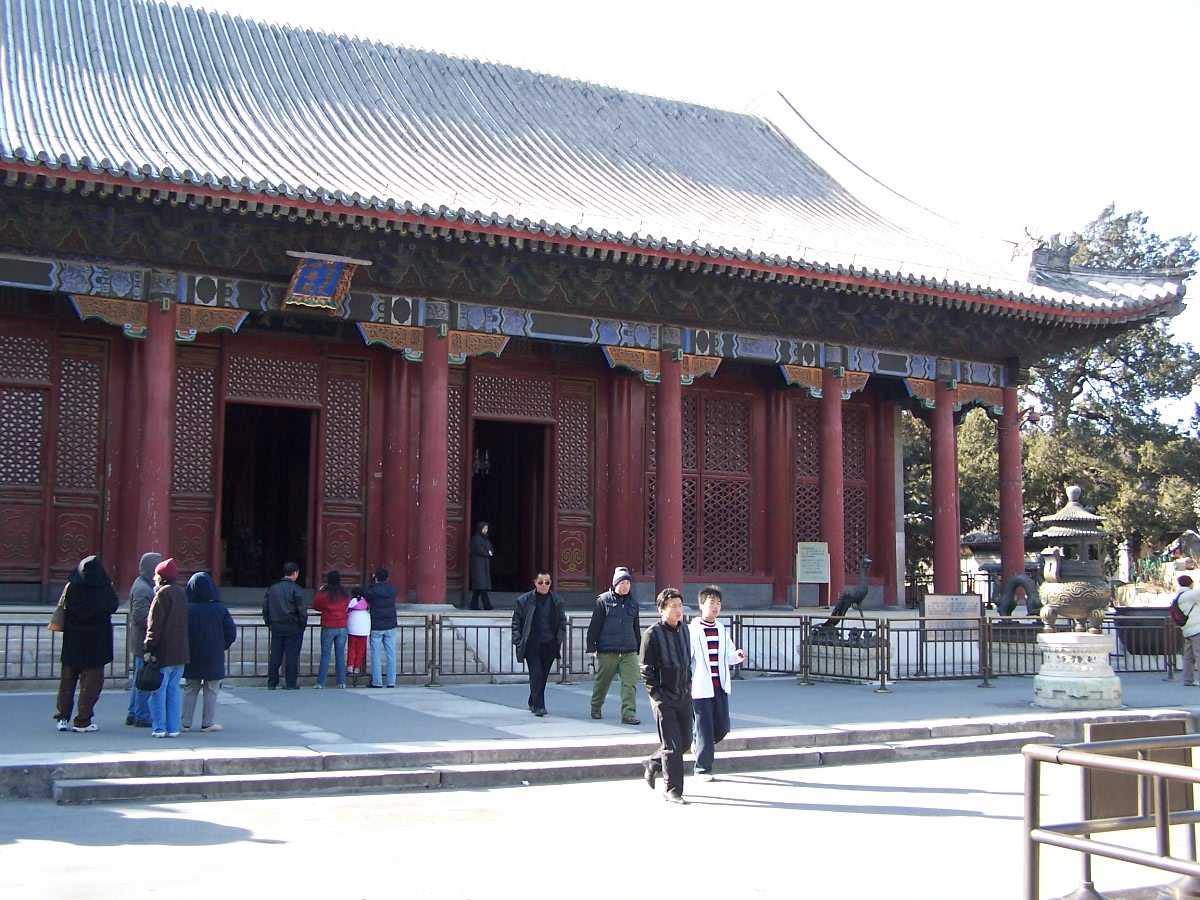
La sala della benevolenza e della longevità
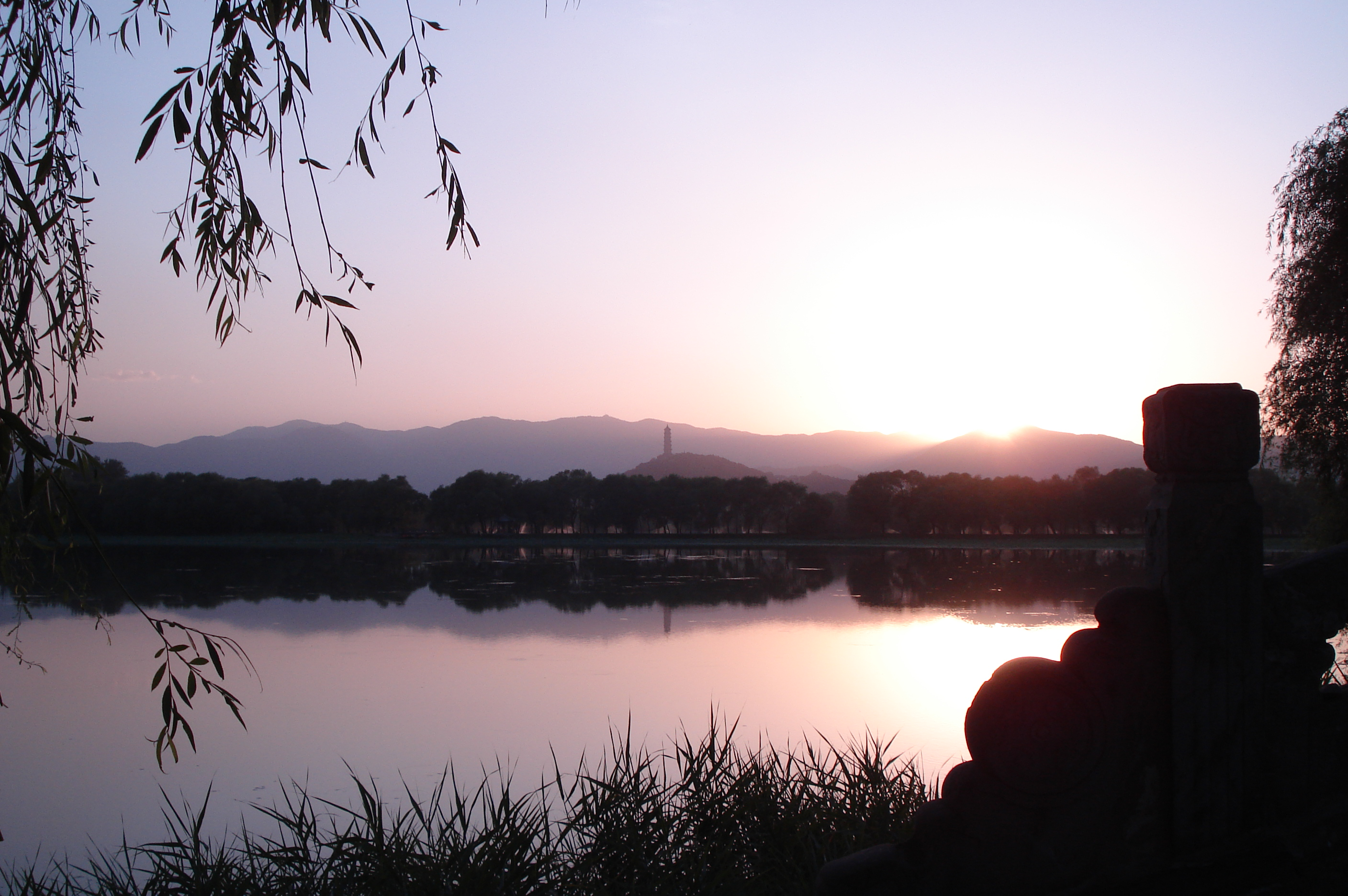
Una pagoda del Palazzo d'Estate
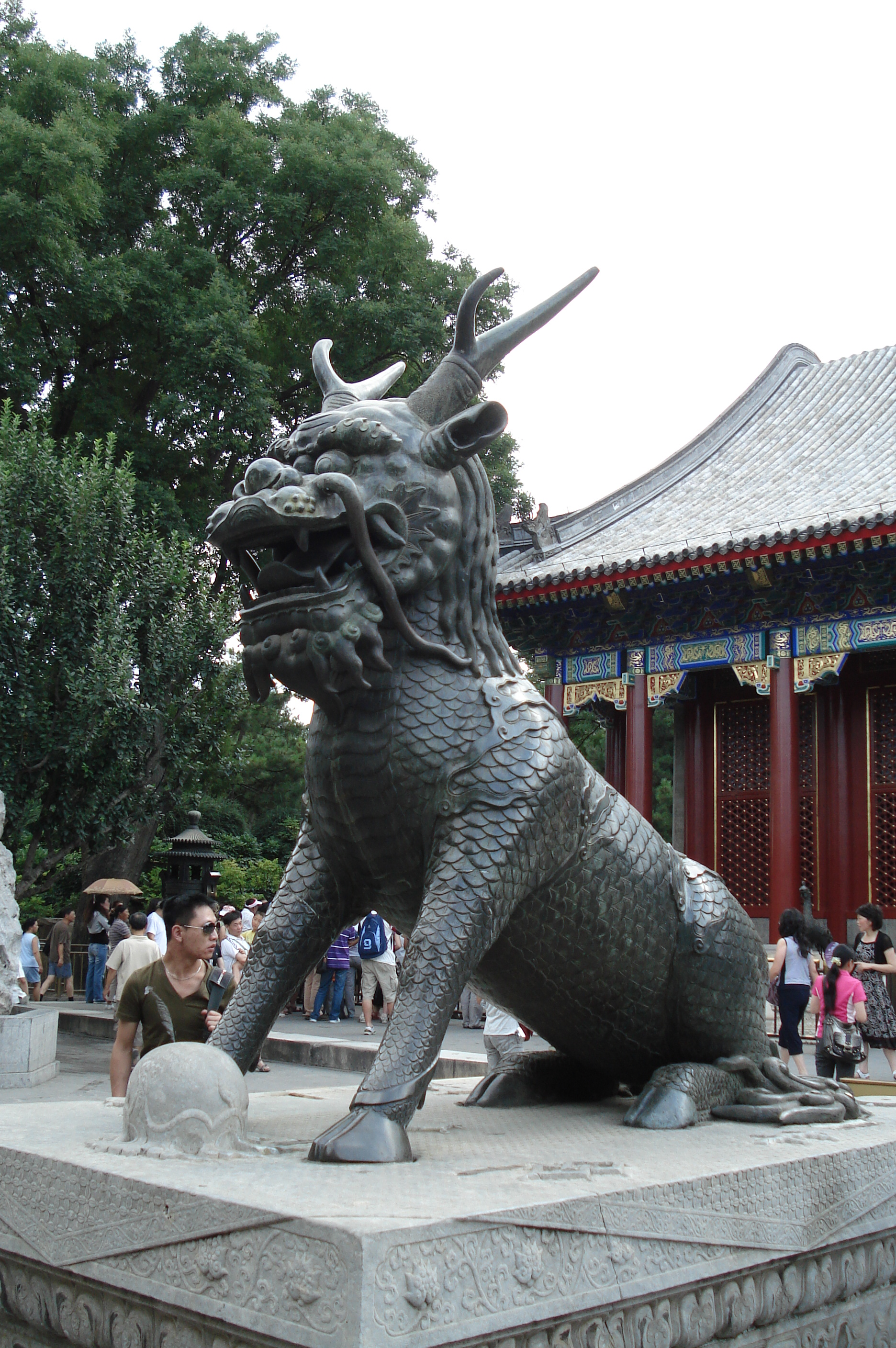
La statua bronzea di Qilin
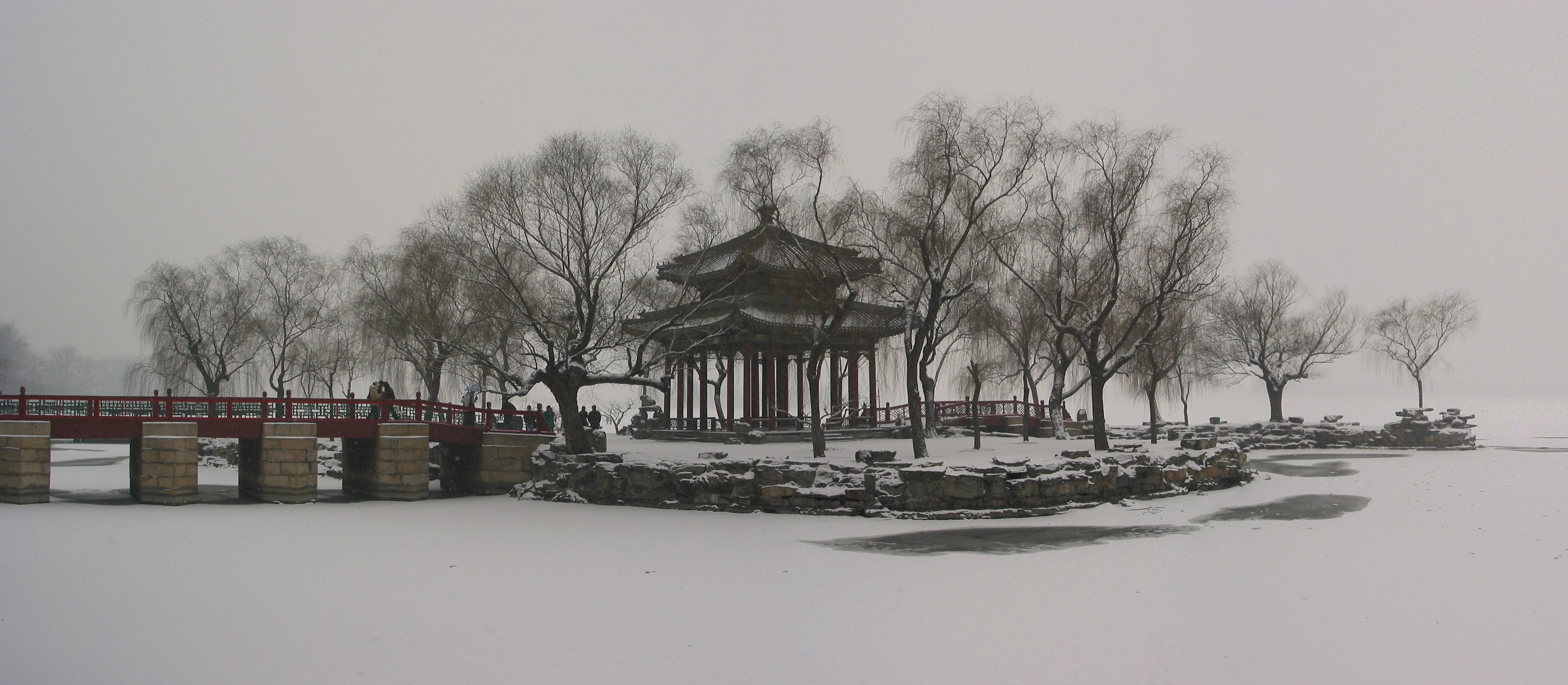
Panorama invernale del Palazzo
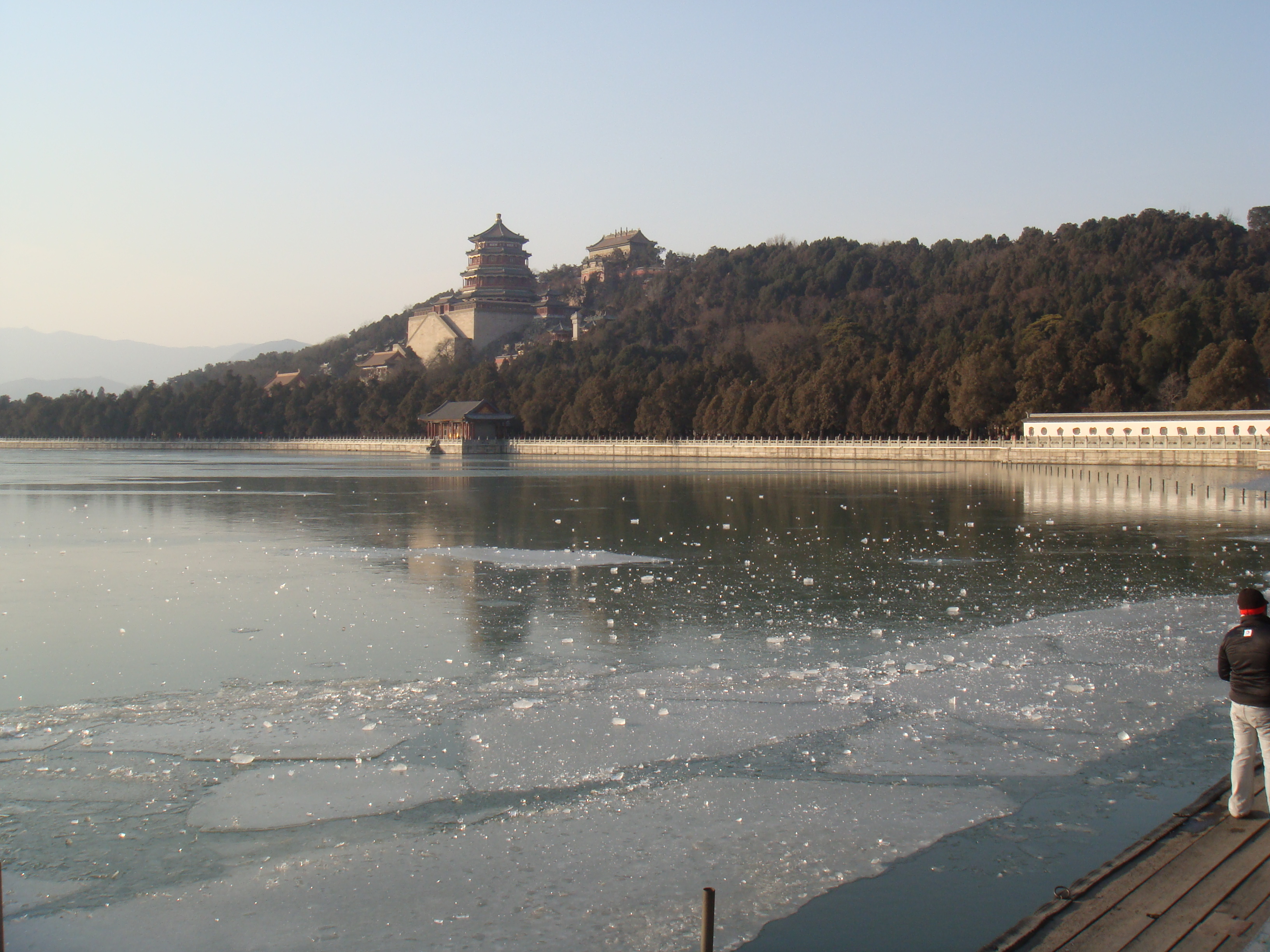
Vista del lago ghiacciato.